# Кудиямагомедов, Шамиль Кудиямагомедович
Шамиль Кудиямагомедович Кудиямагомедов (род. 12 июня 1993 или 9 мая 1993, Кизляр, Дагестанская ССР) — российский и итальянский борец вольного стиля, чемпион Европы.

## Карьера
Когда Шамилю исполнилось 8 лет, он записался в кизлярскую СДЮШОР, однако всё же серьёзно относиться к тренировкам начал в 10 лет. В 2007 году на семейном совете было решено, что Кудиямагомедов в целях дальнейшего совершенствования мастерства переедет в Махачкалу. Поначалу юноша занимался под руководством Тагира Шахбанова в ШВСМ, затем перешел к своему нынешнему наставнику Анвару Магомедгаджиеву, который тренирует в спортшколе имени Г. Гамидова. В 2013 году выиграл чемпионат России и стал серебряным призёром Универсиады. В 2016 году стал чемпионом Европы. С января 2018 года выступает за Италию, причиной смены гражданства стали частые травмы. В феврале 2018 года стал чемпионом Италии. На чемпионате Европы 2018 года в Каспийске стал бронзовым призёром. Из-за травмы пропустил чемпионат мира 2018 года, после чего перенёс операцию на паховых кольцах.

## Спортивные результаты

### За Россию
- Чемпионат России по вольной борьбе 2013 года — ;
- Гран-при Иван Ярыгин 2014 года — ;
- Чемпионат России по вольной борьбе 2014 года — ;
- Чемпионат России по вольной борьбе 2015 года — ;
- Чемпионат России по вольной борьбе 2017 года — ;

### За Италию
- Чемпионат Европы по борьбе 2018 года —
- Чемпионат Италии по вольной борьбе 2018 года — ;
- Киевский международный турнир 2018 — ;
- Турнир Дана Колова 2018 — ;